# Tomás Diéguez de Florencia
Tomás Diéguez de Florencia (Trujillo, 29 de diciembre de 1775 - Santiago de Cao, 8 de junio de 1845) fue un clérigo y político peruano. Presidente del Congreso Constituyente en 1827 y de la Convención Nacional en 1834. Obispo de Trujillo de 1837 a 1845.

## Biografía
Hijo del capitán Pablo Diéguez y Sánchez y María Josefa de Florencia y Sedamanos. Su hermano, Pablo Diéguez de Florencia (1788-1852), fue oficial del Ejército Libertador. y su hermano Manuel Diéguez de Florencia fue diputado por La Libertad en el congreso constituyente de 1822. Dicho congreso constituyente fue el que elaboró la primera constitución política del país.
Según los registros, el 13 de octubre de 1789 empezó a estudiar en el Colegio Seminario San Carlos y San Marcelo, donde se le confiaron funciones de fiscal. Se recibió como Maestro en Artes.
Pasó becado a Lima, ingresando al Real Convictorio de San Carlos, donde concluyó sus estudios en Derecho Civil y Canónico. Se graduó de bachiller en Cánones en la Universidad Mayor de San Marcos.
Al mismo tiempo, decidió seguir la carrera sacerdotal. El 20 de mayo de 1804 fue ordenado sacerdote por el obispo de Trujillo José Carrión y Marfil, pasando poco después a ser destinado como cura interino de Catacaos. En octubre de 1805 fue nombrado vicario eclesiástico del partido de Piura, permaneciendo en esa función durante 16 años.
Elegido diputado por Trujillo al Primer Congreso Constituyente del Perú, que se instaló el 20 de septiembre de 1822. No estuvo presente en la ceremonia inaugural, y tardó en incorporarse al Congreso hasta noviembre del mismo año. Integró la comisión diplomática y luego la de Justicia. El 20 de febrero de 1823 fue elegido segundo vicepresidente de la mesa directiva presidida por Nicolás de Araníbar. Al ocurrir la crisis política de 1823, acompañó a José de la Riva Agüero a Trujillo, formando parte del Senado instalado en dicha ciudad.
Finalizada la influencia bolivariana en 1827 y convocadas a elecciones para un nuevo Congreso Constituyente, Diéguez fue nuevamente elegido diputado por La Libertad, que en ese entonces abarcaba el norte peruano. Durante la inauguración del Congreso, el 4 de junio de 1827, perdió la votación para presidente, que ganó Francisco Javier de Luna Pizarro, que también era clérigo. Hasta que, meses después, logró llegar a la presidencia, que ejerció del 4 de noviembre a 4 de diciembre de 1827.
Conformado el primer Congreso Bicameral de la historia del Perú, Diéguez formó parte del mismo, como senador por La Libertad (1829-1832) y en 1832. En esta ocasión formó parte de la comisión eclesiástica del Senado, aunque no integró ninguna mesa directiva. Fue también elegido miembro del Consejo de Estado, bajo el primer gobierno de Agustín Gamarra.
Concluido su periodo senatorial, fue elegido diputado por Chota ante la Convención Nacional (1833-1834), donde fue miembro de la comisión de Constitución. Fue este congreso, de carácter constituyente, que eligió presidente de la República al general Luis José de Orbegoso, liberteño como Diéguez. Fue también en esta ocasión en que Diéguez volvió a ocupar la presidencia del Congreso, que ejerció de 12 de abril a 12 de mayo de 1834.
Paralelamente a su actividad política, fue designado canónigo del Cabildo Diocesano de Trujillo, y luego ascendió a arcediano (1831). Fue uno de los impulsores de la Universidad Nacional de Trujillo, cuya rectoría ejerció en 1831.
El 24 de julio de 1835 el papa Gregorio XVI lo designó obispo de Trujillo, siendo el primero ya con un Perú independiente. El 9 de octubre de 1836 fue consagrado en Lima por el obispo de Cuzco, José Calixto de Orihuela. Antes de tomar posesión de su sede, encabezó la delegación del Estado Nor Peruano ante el Congreso de Tacna, donde se concertó el pacto de la Confederación Perú-Boliviana.
Finalmente, el 2 de agosto de 1837 tomó posesión de su sede episcopal. Dieciséis años habían pasado desde que Trujillo no había visto un obispo. Con la salud ya quebrantada, murió en Santiago de Cao, donde solía retirarse durante la temporada veraniega.